# Publicus Intézet
A Publicus Intézet magyarországi, budapesti székhelyű piac- és véleménykutatással foglalkozó cég.

## Története
2006-ban jött létre, és azóta aktív. 2015 májusában elindította havi rendszerességű ún. omnibusz kutatását, amit telefonon (CATI, computer-assisted telephone interviewing) és általában 1000 fő megkérdezésével végez. Azóta, a Vasárnapi Hírek, majd annak Népszavába történt beolvasztása után ugyanazon kiadóhoz tartozó napilap megbízásából, havi rendszerességgel pártok támogatottságát vizsgáló, és más közéleti kérdésekben is publikál kutatási jelentéseket.

## Módszertan
Lakossági, országos reprezentatív kutatásokat elsősorban telefonon, de online és személyes lekérdezés módszerével is végez. A kvantitatív kutatási eszközök mellett kvalitatív módszerekkel is kutat, többek között fókuszcsoportokat és interjúkat is készítenek munkatársai.

## Eredmények
- A cég a 2015-ös tapolcai időközi választást megelőzően publikált adataiból a hvg.hu szavazatszám-becslést készített, amely alapján "elmondható, hogy a Publicus mérése nagyon közel járt a valósághoz".[4] A választáson összesen 30 021 fő adta le voksát;[5] a kutatás alapján készített becslés a nyertes Jobbik esetén mindössze 62 szavazattal, a Fidesz esetén 281 szavazattal, az MSZP esetén pedig 1800 szavazattal tért el a ténylegesen leadott voksoktól.
- A 2016-os "kvótanépszavazás" során a Publicus Intézet összesen négy kutatást publikált. Az utolsó, amely a szavazás előtt 8-4 nappal készült, hibahatáron belül mérte az összes fontos eredményt, a részvételt, valamint az igenek, a nemek, és az érvénytelenül leadott szavazatok arányát is. Ezzel mérte, hogy a népszavazás várhatóan érvénytelen lesz, és minden korábbi népszavazáshoz képest ekkor lesz a legmagasabb az érvénytelenül leadott voksok aránya. Összességében a legpontosabb mérés volt.[6]
- A 2019 május végén tartandó Európai Parlamenti választásokra készülve az Európai Parlament a Kantar Public(wd) szakmai közreműködésével hivatalos EU-szintű mandátumbecslést készít;[7] a magyar adatok részben a Publicus Intézet által készített kutatási eredményeken alapulnak.[8] A Népszava megbízásából[9] a Publicus 2019. januártól a választásokig, Magyarországon egyedül, havonta[10] méri a Európai Parlamenti választás preferenciáit.
- A 2019-es EP választásokon Fidesz-KDNP, az MSZP-DK és a Momentum-Jobbik tömbök összesített eredményeit bőven hibahatáron belül mérte.[11] A kutatásaik jelezték az MSZP -> DK, illetve a Jobbik -> Momentum szavazói mozgásokat, ám annak mértéke az utolsó napokban felgyorsult, és az utolsó napok változásai már az utolsó adatfelvétel után történtek, így nem voltak mérhetőek.[12]
- A 2019-es budapesti előválasztás eredményét a Publicus mérte a legpontosabban. A június 16-án közzétett, 11-14 között készített felmérésben 24-21-7 százalékos eredményt közölt[13] az összes megkérdezett fővárosi körében. Ez a biztos előválasztó, jelöltet is választók körében Karácsony Gergely esetén 47,1% (eredmény: 48,9%; eltérés -1,8%.), Kálmán Olga esetén 39,2% (eredmény 36,8%; eltérés +2,4%., Kerpel-Fronius Gábor esetében 13,7% (eredmény 14,3%; eltérés -0,6%.) eredmény jelent. Így minden jelölt esetében a különbség bőven a +/-3,46%-os hibahatáron belül van, és a jelöltek sorrendje is pontos.[14]
- A 2019-es főpolgármester-választás eredményét a Publicus mérte a legpontosabban.[15] Az október 3-8 között készített és október 9-én a nyilvánosságra hozott 606 fő budapesti választókorú körében, telefonon készített kutatás[16] az összes politikus eredményét és a részvételt is a +/-4 százalékpontos hibahatáron belül mérte.   Karácsony Gergely, eredmény: 50.9% — mérés: 48.1% (különbség -2,8%.)  Tarlós István, eredmény: 44.1% — mérés: 47.6% (különbség +3.5%.)  Puzsér Róbert, eredmény: 4.5% — mérés: 4.1% (különbség -0.4%.)  Berki Krisztián, eredmény:  0.6% — mérés: 0.2% (különbség -0.4%.)  Részvétel, eredmény: 51.5 — mérés: 53.9% (különbség +2.4%.)
- A 2024-es EP választások eredményei során is Publicus volt az egyik legpontosabb.[17] Az eredmények és az Intézet választások előtt két nappal nyilvánosságra hozott kutatásának összehasonlítása a következő képet mutatja:  Fidesz – KNDP: 44,82 százalék — 43,41 százalék (különbség: 1,41 százalékpont); Tisza: 29,60 százalék — 25.39 százalék (különbség: 4,21 százalékpont); DK-MSZP-Párbeszéd: 8.03 százalék — 14,58 százalék (különbség: 6,55 százalékpont); Mi hazánk: 6,71 százalék — 5,43 százalék (különbség: 1,28 százalékpont); Momentum: 3,70 százalék — 3,70 százalék (különbség: 0,00 százalékpont); Kétfarkú: 3,59 százalék — 3,51 százalék (különbség: 0,08 százalékpont); Jobbik: 0.99 százalék — 1.54 százalék (különbség: 0,55 százalékpont); LMP: 0,87 százalék — 0,91 százalék (különbség: 0,04 százalékpont); összes egyéb párt: 1,67 százalék — 1,53 százalék (különbség: 0,14 százalékpont)  Részvétel: 58,47 százalék — 56,48 százalék (különbség: 1,99 százalékpont)  Pártok sorrendje hibátlan, és az EP mandátumok szerző pártok listája pontos volt.
- A 2024-es főpolgármester választáson ismét a Publicus Intézet mérése volt a legpontosabb.[18] Az Intézet a választás előtt egy nappal nyilvánosságra hozott mérésének[19] és a választás végeredményének az összehasonlítása alapján:  Karácsony Gergely: 47,53 százalék — 49,65 százalék (különbség: 2,12 százalékpont); Vitézy Dávid: 47,49 százalék — 46.84 százalék (különbség: 0,65 százalékpont); Grundtner András: 4,98 százalék — 3,41 százalék (különbség: 1,57 százalékpont)  Részvétel: 61,72 százalék — 60,51 százalék (különbség: 1,21 százalékpont).  Így elmondható, hogy a kutatásunk eredményében (1) jelöltek sorrendje megegyezett a választási eredménnyel, (2) az összes jelölt eredménye hibahatáron belül volt, (3), a részvétel is hibahatáron belül volt. Mindezek eredőjeként a legpontosabb fővárosi mérés volt 2024-ben is. Mindeközben a versenytársak mérésében a jelöltek sorrendje sem stimmelt, a jelöltek közül több hibahatáron túli eredményt mutatott, és a részvételi szándékra vonatkozó mérést meg sem ismerhettük.[20]

A fenti eredmények ellenére a Publicus Intézet felméréseivel szemben kritikák is meg fogalmazódtak például a 2022-es országgyűlési választások eredményeinek fényében. Utóbbi esetében az intézet 6 százalékkal mérte alul a regnáló kormánypártok, és közel 12 százalékkal mérte felül az ellenzéki összefogás listás támogatottságát. Ám ekkor az összes többi közvéleménykutató intézet is bőven a hibahatárnál nagyobb eltérést mért a kormánypártoknak, és az ellenzéknek is.

## Vezető
A cég ügyvezetője, stratégiai igazgatója Pulai András. Európa-tanulmányokat és nemzetközi kapcsolatokat tanult Magyarországon, Ausztriában és Londonban. Korábban több – hazai és külföldi – kutató és kormányzati intézményben dolgozott mint vezető kutató, elemző. A 100 leggazdagabb magyar kiadvány szerkesztőjének a felkérésére 2017-től részt vesz a  legbefolyásosabb magyarok lista összeállításában. 2022 óta a Hazám-díj, Magyarország első és egyetlen civilek által alapított és adományozott díj kuratóriumának tagja.